# Thongsing Thammavong
Thongsing Thammavong, né le 12 avril 1944 dans le village de Xoneneua, dans le district de Viengthong, dans la province de Houaphan, est un homme d'État laotien. Il appartient à l'ethnie majoritaire lao loum. De décembre 2010 à avril 2016, il est président du Conseil.

## Biographie
Le journal laotien Vientiane Times indique qu'il « rejoignit le mouvement révolutionnaire le 18 août 1959, avant de devenir membre du Parti révolutionnaire populaire lao le 12 juillet 1967 ». En 1959, le Laos est plongé dans la guerre civile entre le Pathet Lao et le Royaume du Laos.
Après avoir été « étudiant de médecine militaire » de 1959 à 1960, il entreprend une « formation culturelle » de 1960 à 1963. Il est ensuite nommé vice-directeur d'un collège, puis directeur, puis directeur du Département de l'Éducation du district de Xiengkhor. Il continue à travailler dans le domaine de l'éducation, jusqu'à obtenir des postes dans l'administration du Ministère de l'Éducation dans les années 1970. En 1980 et 1981, il étudie brièvement la politique et l'administration, avant d'être nommé président du Comité des journaux et de la radio, et conjointement vice-président de la Propagande du Parti révolutionnaire populaire.
En 1983, il est nommé ministre de la Culture, poste qu'il conserve jusqu'en 1988. De 1989 à 1991, il est secrétaire du Parti et vice-président de l'Assemblée suprême du peuple. En 1991, le parti l'élit membre de son bureau politique et le nomme à la tête de son bureau du comité central.
En 2002, il devient maire de Vientiane, et, en 2006, président de l'Assemblée nationale (qui a remplacé l'Assemblée suprême).
Il conserve la présidence de l'Assemblée jusqu'en décembre 2010, lorsque la démission du président du Conseil Bouasone Bouphavanh aboutit à ce qu'il soit nommé pour sa succession. Le 23 décembre, l'Assemblée l'élit président du Conseil, à l'unanimité des 101 députés présents.